# Севальос Менендес, Карлос
Карлос Севальос Менендес (исп. Carlos Zevallos Menendez; 1909, Гуаякиль — 1981, Кито, Эквадор) — эквадорский археолог, педагог.

## Биография
Изучал живопись и скульптуру в Школе изящных искусств в г. Гуаякиль. Продолжил специализацию в 1944—1945 годах в университете Альбукерке (штат Нью-Мексико, США).
В 1931 году он организовал выставку, на которой представил около 200 декоративных рисунков первобытного искусства острова Пуна. Два года спустя был награждён золотой медалью Гуаякиля за свои художественные произведения на основе древнего искусства Эквадора.
В 1935 году стал президентом Общества независимых художников и писателей Гуаякиля.
Большая часть его жизни была посвящена преподаванию в средней школе Рокафуэрте (с 1932 по 1944 год)
В 1944 году — руководитель Национального музея Гуаякиля и декан факультета философии городского университета.

## Научная деятельность
С юных лет увлёкся археологией, в 12-летнем возрасте провёл первые самостоятельные раскопки. Практически, всё эквадорское побережье было изучено Севальосом и его помощниками. В частности, археологические исследования религиозно-духовного центра в Серро Юпа (Манаби), остатки зерновок (ядра) кукурузы в доисторических горшках, свидетельствующих о том, что на территории современного Эквадора уже в 2000 г. до н. э. существовало сельское хозяйство, во времена культуры Вальдивия; первый и единственный экземпляр трепанированного черепа, найденный в Эквадоре (860 г. до н. э.). Севальосом также найден первый камень культуры Чарапото.
С 1968 года проводил раскопки в долине Chunday, где обнаружил одно из захоронений цивилизации Мантеньо-Гуанкавилька, а в нём уникальный в истории доколумбовой Америки скелет с деревянным протезом правой руки.
Севальос считается пионером археологии на эквадорском побережье, открывателем культур Вальдивия и Мачалилья. В середине 1950-х годов, он стал ведущим представителем в области археологии Эквадора.
Автор целого ряда работ и статей по археологии и истории Эквадора и Латинской Америки.
Участвовал в нескольких съездах американистов, в Сан-Хосе-де-Коста-Рика (1958), Вене (1960) и Лиме (1970 год); в области антропологии и этнографии в Париже (1960), был приглашен в Вашингтон для чтения лекций по истории металлургии в Южной Америке.
Многие учреждения, обязаны ему своим появлением: Музей археологии Рокафуэрте (1942); Голдсмитовский Музей доисторической истории Эквадора в Гуаяасе (который теперь носит его имя), известный как Музей-дель-Оро; Эквадорское общество археологических исследований (1967).

## Награды
- Медаль за научные заслуги муниципалитета Гуаякиля (1974),
- доктор Honoris Causa университета города Гуаякиля (1974)
- Командор Национального ордена Заслуг (Эквадор) (1975)

## Память
- В 2009 г. выпущена почтовая марка Эквадора с изображением Карлоса Севальоса Менендеса.